# سفارة فرنسا في تركيا
سفارة فرنسا في تركيا هي أرفع تمثيل دبلوماسي لدولة فرنسا لدى تركيا. تقع السفارة في Kavaklıdere, Ankara ‏ وهي تهدف لتعزيز المصالح الفرنسية في تركيا.

## وصلات خارجية
- الموقع الرسمي
- قائمة سفارات فرنسا
- قائمة السفارات في تركيا